# Magyarok az Amerikai Egyesült Államokban
Az amerikai magyarok az Amerikai Egyesült Államok azon állampolgárai, akik magyar származásúak. Sok magyar vándorolt az USA-ba a második világháború alatt és az 1956-os forradalom leverése után.

## Történetük

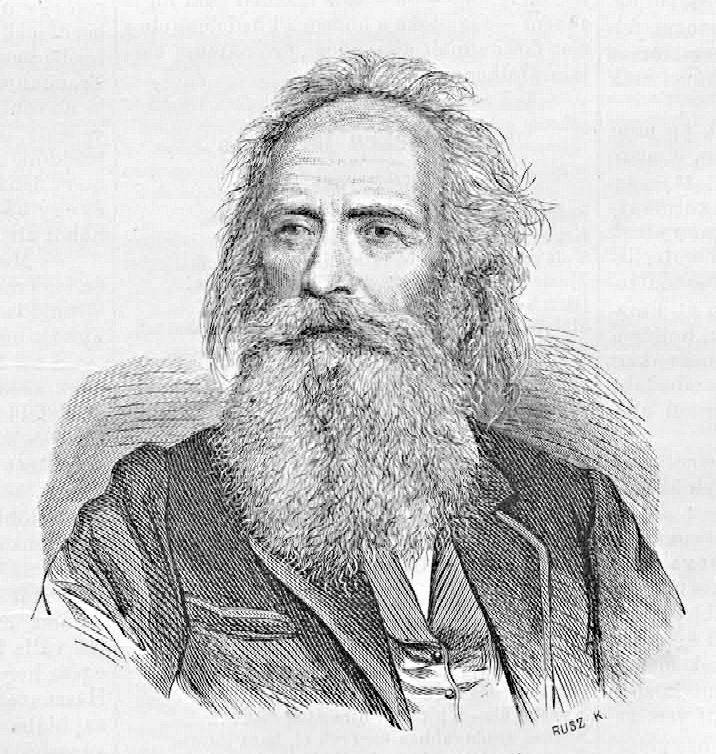
Újházy László az 1850-es években megalapította New Budát Iowa állam területén.

A magyarok azóta képezik részét az Egyesült Államoknak, amióta európai emberek népesítik be az Újvilág földjét. Olyan magyarok vettek részt Amerika építésében, mint Kováts Mihály, az amerikai lovasság egyik alapítója, aki részt vett a függetlenségi háborúban.
Haraszthy Ágoston, aki 1840-ben Wisconsinban telepedett le, volt az USA első véglegesen letelepedett magyar származású polgára, és a második magyar, aki anyanyelvén könyvet írt az Egyesült Államokról (az első Bölöni Farkas Sándor volt, de ő hazatért). 1849-ben Kaliforniába költözött és Sonomában megalapította a Buena Vista Vineyards-t, ahova 300 szőlőfajtát ültetett, amiket Európában vásárolt. Ma a kaliforniai bortermelés atyjának hívják őt.
A magyar emigráció első nagyobb hulláma az 1849-1850-es években, a szabadságharc leverése után érkezett meg az Államokba. Ekkor mintegy 650-700 ezer magyar vándorolt az USA-ba. A szabadságharcos dzsentri réteg mellett már szegény földművelők is érkeztek velük. A bevándorlók megpróbáltak saját településeket alapítani, de ezek csak ideig-óráig tartották őket egyben. Az 1850-es években alapította New Budát Iowa állam területén Újházy László. A második leghosszabb ideig létező magyar település Árpádhon (ma: Albany) volt Louisiana államban, azt 1896-ban alapították.
A harmadik bevándorlási hullám ugyanolyan okok miatt történt, mint az első. 1956-ban (akárcsak 1848-1849-ben) idegen elnyomó hatalom uralkodott az ország felett, és ez kényszerített tömegeket emigrációba. Az 1956-os forradalom után 40 ezren érkeztek az USA-ba.

## Lakosságszám

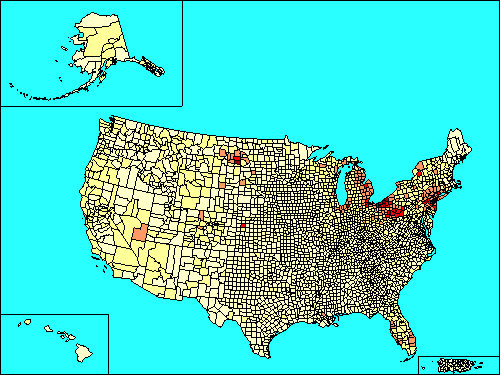
A magyarok megoszlása az USA tagállamaiban

A 2013-as amerikai népszámlálás adatai szerint az Egyesült Államokban 1 763 081 magyar vagy magyar származású ember él.
2001-ben 1 598 724 ember állította magáról, hogy elsősorban magyar származású. A leszármazottakkal együtt a "magyar gént" hordó emberek száma négy millió körül lehet.
A magyarok a legnagyobb százalékban a New York állambeli Kiryas Joel településen élnek, ahol a lakosság 18,9%-át alkotják. Többségében szatmári haszidita zsidók élnek ott. Az Ohio államban lévő Fairport Harborban a lakosság 11,8%-a magyar származású. További települések, ahol jelentős számban élnek magyarok:
| Település        | Állam        | Magyarok aránya (%) |
| ---------------- | ------------ | ------------------- |
| Albany           | Louisiana    | 11,4                |
| West Pike Run    | Pennsylvania | 10,6                |
| Freemansburg     | Pennsylvania | 9,6                 |
| Paint            | Pennsylvania | 9,6                 |
| Kaser            | New York     | 9,4                 |
| New Square       | New York     | 8,8                 |
| Windsor          | Ohio         | 8,2                 |
| West Brownsville | Pennsylvania | 8,1                 |
| Monroe           | New York     | 8,0                 |
| Colebrook        | Ohio         | 7,9                 |
| Fountain Hill    | Pennsylvania | 7,9                 |
| Tiltonsville     | Ohio         | 7,7                 |
| Greig            | New York     | 7,0                 |
| Oregon           | Ohio         | 6,7                 |
| Pepper Pike      | Ohio         | 6,7                 |
| Lyndhurst        | Ohio         | 5,8                 |
| Northwood        | Ohio         | 5,7                 |
| Sheffield Lake   | Ohio         | 5,7                 |
| Allen Park       | Michigan     | 5,6                 |
| Glen Ullin       | North Dakota | 5,5                 |
| Hebron           | North Dakota | 5,2                 |
| Mayfield         | Ohio         | 5,1                 |

## Amerikai magyar nyelv
Az amerikai magyarok nyelvhasználatával a 20. század második felében kezdtek foglalkozni nyelvészek. Dialektológiai gyűjtést folytatott az 1950-es és 1960-as években Bakó Elemér, 1968-69-ben Kálmán Béla. Vázsonyi Endre és Dégh Linda az 1960-as évek közepén a Chicagótól délkeletre fekvő Calumet-vidéken kutatta az amerikai magyarokat. Hangfelvételeik alapján Vázsonyi Endre amerikai magyar szótárat kívánt írni, ez azonban a szerző halála miatt nem készült el. A szótár anyagát végül Kontra Miklós rendezte sajtó alá. Az 1980-as évekkel kezdődően többen is kutatták az amerikai magyar nyelvhasználatot a modern szociolingvisztika eszközeivel, pl. Kontra Miklós South Bendben (Indiana állam) az 1980-as évek elején, Bartha Csilla Detroitban (Michigan állam) az 1990-es évek elején, és Fenyvesi Anna McKeesportban (Pennsylvania állam) 1993-ban.

## Híres amerikai magyarok

### Szórakoztatóipar
A szórakoztatóiparban a már Amerikában született Ernie Kovacs (Kovács Ernő, 1919-1962) komikus stílusa számos TV-programot ihletett. Több filmstúdiót magyarok alapítottak. A később 20th Century Fox-néven továbbélő stúdiót Fried Vilmos alapította, a Paramount Pictures egyik atyja pedig Zukor Adolf volt, egyben a hollywoodi filmgyártásé. Számos színész és rendező fordult meg Hollywoodban, köztük többen kaptak Oscar-díjat. Bánky Vilma a némafilmkorszak sztárja volt, Drew Barrymore anyja magyar, Tony Curtis szülei Magyarországról vándoroltak ki (és maga Tony is hatéves koráig azt hitte, Magyarországon él, jól beszélt magyarul). Peter Lorre, azaz Löwenstein László számos rémfilmben játszott, akárcsak Lugosi Béla. A Kertész Mihály által rendezett filmekben mellette más magyar is felbukkant, mint pl. Szőke Szakáll. Lukács Pál a régi filmek nagy csillaga volt, Oscar-díjat is kapott az Őrség a Rajnánért. Ilona Massey-t az új Marlene Dietrichnek tartották. Gábor Zsazsa kora szexszimbóluma volt, testvére, Gábor Éva is színésznő lett.
Harry Houdini Magyarországon született, de szülei korán kivándoroltak az Államokba. Az operatőrök között Zsigmond Vilmos, Kovács László, Ernest Laszlo szerzett hírnevet magának. Frank Darabont rendezőt háromszor jelölték Oscar-díjra, Kertész Mihályt négyszer, ebből egyszer nyert is. George Cukor a My Fair Ladyért hozhatta el a legjobb rendező díját. Antal Nimród és Peter Medak az újabb generációt képviselik Hollywoodban, Benedek László pedig Golden Globe-díjas rendező. Joe Eszterhas az egyik legjobb forgatókönyvíró (Elemi ösztön), Vajna András producerkedett (Terminator), Ladislas Farago forgatókönyvíró, Engert Péter filmproducer, rendező, színész, forgatókönyvíró, Csupó Gábor pedig rajzfilmkészítő és rendező. George Pál technikai újításaiért 3-szor nyerte el az Oscar-díjat, Rózsa Miklós ugyanígy 3-szor a legjobb zenéért.

#### Oscar-díjas magyarok
Ez a lista csak az amerikai magyarok Oscar-díjait sorolja fel, a valóban magyar Szabó István, Böszörményi Zsuzsa, Szalay Attila és Rofusz Ferenc nem szerepel a listán.
| Név                                          | Foglalkozása                    | Oscar-díja (Film/év)                                                          |
| -------------------------------------------- | ------------------------------- | ----------------------------------------------------------------------------- |
| William S. Darling (Sándorhelyi Béla Vilmos) | látványtervező                  | Kavalkád (1933) Bernadette dala (1943) Anna és a sziámi király (1946)         |
| Geza Herczeg                                 | forgatókönyvíró                 | Emile Zola élete (1937)                                                       |
| Michael Curtiz                               | rendező                         | Casablanca (1943)                                                             |
| John S. Toldy                                | forgatókönyvíró                 | Arise, szerelmem (1940)                                                       |
| Vincent Korda                                | rendező                         | A badgadi tolvaj (1940)                                                       |
| Emeric Pressburger                           | forgatókönyvíró                 | 49. szélességi fok (1942)                                                     |
| Paul Lukas (Lukács Pál)                      | színész                         | Őrség a Rajnán (1944)                                                         |
| George Pal                                   | producer, effektus-specialista  | speciális Oscar-díj (1943) Destination Moon (1950) When Worlds Collide (1951) |
| Adolph Zukor                                 | alapító                         | életmű-díj (1948)                                                             |
| George Cukor                                 | rendező                         | My Fair Lady (1964)                                                           |
| Rózsa Miklós                                 | zeneszerző                      | Elbűvölve (1945) A város asszonya (1947) Ben Hur (1960)                       |
| Robert Pirosh                                | forgatókönyvíró                 | Battleground (1949)                                                           |
| Vértes Marcell                               | jelmeztervező                   | Moulin Rouge (1952)                                                           |
| Alexander Trauner                            | látványtervező                  | Legénylakás (1960)                                                            |
| Joseph Kiss                                  | látványtervező                  | A bolondok hajója (1966)                                                      |
| Ernest Laszlo                                | operatőr                        | A bolondok hajója (1966)                                                      |
| Goldie Hawn                                  | színész                         | A kaktusz virága (1969)                                                       |
| Zsigmond Vilmos                              | operatőr                        | Harmadik típusú találkozások (1977)                                           |
| Elek Zoltán                                  | sminkes                         | A maszk (1986)                                                                |
| Paul Newman                                  | színész                         | A pénz színe (1986)                                                           |
| Kevin MacDonald                              | dokumentumfilm-készítő, rendező | One Day in September (2000)                                                   |
| Adrien Brody                                 | színész                         | A zongorista (2002)                                                           |

### Zene
Gene Simmons a KISS együttes gitárosa anyai ágon magyar (magyarul még mindig folyékonyan beszél és énekel), Tommy Ramone (Erdélyi Tamás) a Ramones együttesben játszott.Alec John Such (Szűcs) a Bon Jovi basszusgitárosa.Paul Simon szülei is magyarok, Joe Muranyi pedig Louis Armstrong zenekarában játszott.
Az 1956-os forradalom után kivándorolt Würtzler Arisztid hárfás amerikai pályafutását Leonard Bernstein mellett kezdte, majd megalakította a világhírűvé vált New York Harp Ensemble nevű zenekarát, amely három évtizedes működése során 60 országban koncertezett, és a Fehér Házba ötször kapott meghívást. Würtzler szervezte meg az első nemzetközi hárfaversenyt az USA-ban. Würtzler testvére, Béla a detroiti és bostoni szimfonikusoknál zenélt.
Karmesterek: 
- Halász László alapította meg a New York-i Városi Operát (New York City Opera). A város polgármesere, Fiorello H. LaGuardia magyarul beszélve kérte fel a munkára.
- Doráti Antal,
- Solti György,
- Széll György,
- Rozsnyai Zoltán.

Báthory Zoltán a Five Finger Death Punch zenekar alapító gitárosa.
Erdélyi Tamás a Verismo zenekar dobosa.
Téglás Zoltán az Iginte kaliforniai punk zenekar énekese. Kitűnően beszéli a magyar nyelvet és rendszeresen jár Magyarországra. Büszke hazájára.

### Tudomány
- Kennedy P. József (1928–2024) amerikai magyar vegyészmérnök, kémikus, az MTA tagja.
- Kiss László (Leslie Kish) (1910–2000) amerikai magyar statisztikus, a mintavételi eljárások módszertani fejlesztője, az MTA tagja.
- Kosztarab Mihály (1927–2022) entomológus, a pajzstetvek nemzetközileg elismert kutatója, az MTA tagja.
- Neumann János (1903–1957) matematikus, nevéhez fűződik az informatikában a Neumann-elvek, a játékelméletben a Neumann-tétel

Az alábbi fizikusokat – a városi legenda szerint – összefoglalóan UFO-ként emlegették, mert furcsán beszéltek angolul, és nagyon okosak voltak:
- Wigner Jenő
- Szilárd Leó
- Teller Ede

### Sport
A Vajdaságban született (de azóta már magyar állampolgár) Szeles Mónika számos tenisztornát nyert meg, Hargitay Miklós (lánya Mariska Hargitay színésznő) Mr. Universe volt. A baseball magyar hősei: Joe Medwick és Charles Nagy már kint születtek. Az amerikai futball idehaza született nagyjai a Gogolák testvérek: Charlie Gogolak és Pete Gogolak. Mellettük Joe Namath, Larry Csonka, Bernie Kosar, Louis Roy Groza, George S. Halas, Don Shula, Joe Theismann, Thatcher Szalay és Andy Farkas neve ismerős még az amerikaiaknak. Karch Kiraly röplabdázó, Francia Zsuzsanna és Rebecca Soni a pekingi olimpián képviselte az amerikai-magyar színeket.

### Üzleti élet
Alexander Brody, Andrew Grove nagyvállalatok vezetői, alapítói voltak. Estée Lauder kozmetikumai világhírűek, de Calvin Klein is magyar szülőktől született. Charles Simonyi a számítástechnikai üzletben tevékenykedett, Soros György tőzsdei guru, Steven Ferencz Udvar-Hazy pedig a repülőgép-iparban utazik. A Svédországban született Árvai Péter a Prezi egyik alapítójaként, tizenkét évig első számú vezetőjeként vált ismertté, jelenleg az igazgatótanács elnöke.

### Politika
New York állam volt kormányzója, George Pataki a legmagasabb rangú magyar az Egyesült Államokban. Mellette Tom Lantos képviselő volt híres magyarságáról. A képviselők közt ül vagy ült még Eugene Jerome Hainer, Samuel S. Koenig, Andrew P. Harris, Ernest Istook, Alan Hevesi, Ernie Konnyu, Matt Szollosi, Theodore S. Weiss, Chris Gabrieli, Elizabeth Calabrese vagy Újvági Péter. Jesse Ventura egykori testépítő-bajnok (James George Janos) szlovákiai magyarként lett Minnesota állam kormányzója.